# Pribiš (wieś)
Pribiš – wieś (obec) w powiecie Dolný Kubín na Słowacji, na słowackiej Orawie. Znajduje się na Pogórzu Orawskim, w dolinie potoku Pribiš. Do wsi można dojechać drogą z Zamków Orawskich (Oravský Podzámok). Droga w Pribišu kończy się ślepo. 